# Muzeum francouzské revoluce
Muzeum Francouzské revoluce (fr. Musée de la Révolution française) je muzeum, které sídlí na zámku Vizille ve stejnojmenné obci v departementu Isère. Jedná se o jediné francouzské muzeum věnované Velké francouzské revoluci. Bylo otevřeno 13. července 1984 v rámci příprav na oslavy 200. výročí revoluce. 
Na zámku Vizille se 21. července 1788 konalo setkání generálních stavů za Dauphiné. Zámek také sloužil v letech 1924–1972 jako rezidence francouzských prezidentů. 
Muzeum představuje vývoj revoluce na základě sbírky uměleckých předmětů.